# Rzepiennik Strzyżewski
Pour l’article homonyme, voir Rzepiennik Strzyżewski (gmina).
Rzepiennik Strzyżewski est une localité polonaise, siège de la gmina de Rzepiennik Strzyżewski, située dans le powiat de Tarnów en voïvodie de Petite-Pologne.